# Bientalophora
Bientalophora är ett släkte av mossdjur. Bientalophora ingår i familjen Pustuloporidae.
Kladogram enligt Catalogue of Life:
| Bientalophora | \| \| Bientalophora cylindrica \| \| \| \| \| \| Bientalophora regularis \| \| \| \| |
|               | \| \| Bientalophora cylindrica \| \| \| \| \| \| Bientalophora regularis \| \| \| \| |
|               | Pustulopora                                                                          |
|               |                                                                                      |
|               | Bientalophora cylindrica                                                             |
|               |                                                                                      |
|               | Bientalophora regularis                                                              |
|               |                                                                                      |

|  | Bientalophora cylindrica |
|  |                          |
|  | Bientalophora regularis  |
|  |                          |